# 山東野戦軍
山東野戦軍（さんとう-やせんぐん、山东野战军）は中国共産党が国共内戦中に山東省地域で編成した方面軍・軍集団級の部隊。新四軍と八路軍の山東軍区部隊を前身とし、後に華中野戦軍と統合され、華東野戦軍となった。

## 成立
対日戦勝後、党中央と中国共産党中央軍事委員会の「向北発展、向南防御」戦略方針に従い、羅栄桓等は、山東軍区部隊を率いて東北部に赴き、陳毅等は、新四軍軍部及び第7師、第2師第4旅と第5旅、第4師第9旅、蘇浙軍区第2縦隊と第4縦隊、蘇中軍区教導第1旅等の部隊を率いて、華中を北上し、山東解放区の発展させる任務に就いた。
1946年1月7日、党中央の指示により、新四軍軍部は、山東軍区指揮機関を兼務し、新四軍軍長陳毅は山東軍区司令員を、政治委員饒漱石は山東軍区政治委員を、副軍長張雲逸は山東軍区副司令員を兼任し、黎玉は新四軍副政治委員兼山東軍区副政治委員に、陳士榘は新四軍参謀長兼山東軍区参謀長に、舒同は新四軍政治部主任兼山東軍区政治部主任に任命された。山東軍区は、浜海、魯中、魯南、膠東、渤海等、5個二級軍区を管轄し、総兵力約20万人を数えた。これと同時に、山東野戦軍が編成された。

## 指揮官
- 司令員：陳毅
- 政治委員：黎玉
- 参謀長：宋時輪
- 政治部主任：唐亮

## 編制
- 第1縦隊 - 司令員葉飛、政治委員頼伝珠
  - 第1旅
  - 第2旅
  - 第3旅
- 第2縦隊 - 司令員羅炳輝、政治委員趙啓民
  - 第4旅
  - 第5旅
  - 第6旅
- 第7師 - 師長譚希林、政治委員曾希聖
  - 第19旅
  - 第20旅
  - 第21旅
- 第8師 - 師長何以祥、政治委員丁秋生
  - 3個団

総兵力約7万4千人。

## 活動
山東及び華中野戦軍が編成されると同時に、中央軍事委員会は、旧汪兆銘軍に対して攻撃を仕掛け、国民党正規軍の進入を防いだ。5ヶ月間の作戦の結果、約4万人の敵軍を撃滅し、90ヶ所以上の市町村を解放し、山東及び華中解放区を発展させた。
1946年3月から、山東と華中野戦軍は、「百日」大練兵運動を行い、戦闘序列を整備した。同年5月、中央軍事委員会は、羅炳輝を新四軍第二副軍長兼山東軍区第二副司令員、韋国清を第2縦隊司令員に任命した。7月、東江縦隊等と中原軍区第13旅が前後して膠東と蘇皖解放区に到着し、各々山東と華中野戦軍に編入された。この時、山東と華中野戦軍を合わせて約13万人に達した（軍区合計は26万6千人）。
1946年夏、蔣介石は、全軍の3分の1の兵力である62個旅団・師団、約50万人を動員して、華東解放区に進攻した。山東、華中野戦軍と軍区部隊は、中央軍事委員会の指示により、数路に分かれて敵を迎撃した。1947年2月まで蘇中、淮北、淮南、宿北、魯南、萊蕪等の地区で作戦を行い、約30万人の敵軍を撃滅し、蔣介石の意図を完全に破砕した。

## 消滅
1947年冬、山東軍区・山東野戦軍と華中軍区・華中野戦軍が廃止され、華東軍区と華東野戦軍が編成された。